# Dnevna straža (2005.)
"Dnevna straža" (rus. "Дневно́й дозо́р") - ruski akcijski, fantastični film iz 2005., snimljen prema seriji romana Sergeja Lukjanenka; nastavak je filma Noćna straža iz 2004.
Film je premijerno prikazan 1. siječnja 2006. u tri sata ujutro u kinodvorani "Oktjabr'". Prema informaciji službenog distributera filma Gemini filjm u prva četiri dana prikazivanja film je pogledalo 2 milijuna gledatelja u Rusiji i državama ZND-a, a zarada je iznosila oko 9 milijuna dolara. Na dan 17. veljače 2006. zarada je iznosila 34 milijuna dolara.
Nedugo prije početka prikazivanja filma izašla je četvrta knjiga serijala: Posljednja straža.

## Vanjske poveznice
- Dnevna straža[neaktivna poveznica] u Enciklopediji domaćeg kina
- Dnevna straža  Arhivirana inačica izvorne stranice od 14. prosinca 2012. (Wayback Machine) na Kino Rossii
- Lapteva, J., Kuda propal pamjatnik de Gollju ot gostinicy "Kosmos" i počemu padal sneg, Komsomoljskaja pravda, 10. siječnja 2006.
- Recenzije:
  - Exler.ru, Fantastičeskij bojevik "Dnevnoj dozor", 10. siječnja 2006.
  - Oper.ru, Dnevnoj dozor, 6. siječnja 2006.
  - Razlogov, K., Tusovka attrakcionov, siječanj 2006., br. 1
  - Konstantin Krylov, Razbiraja sumrak, APN, 16. siječnja 2006.